# Wapen van Oostdongeradeel

Het wapen van Oostdongeradeel

Het wapen van Oostdongeradeel werd op 25 maart 1818 per besluit door de Hoge Raad van Adel aan de Friese gemeente Oostdongeradeel bevestigd. Vanaf 1984 is het wapen niet langer als gemeentewapen in gebruik omdat de gemeente Oostdongeradeel opging in de gemeente Dongeradeel.

## Blazoenering
De blazoenering van het wapen luidt als volgt:
Van lazuur beladen met een zilveren dwarsbalk loopende van de linker boven naar de regter beneden hoek van het schild. Het schild gedekt met een gouden kroon
In de heraldiek wordt het wapen beschreven van achter het schild, waardoor links en rechts voor de toeschouwer verwisseld zijn.

## Verklaring

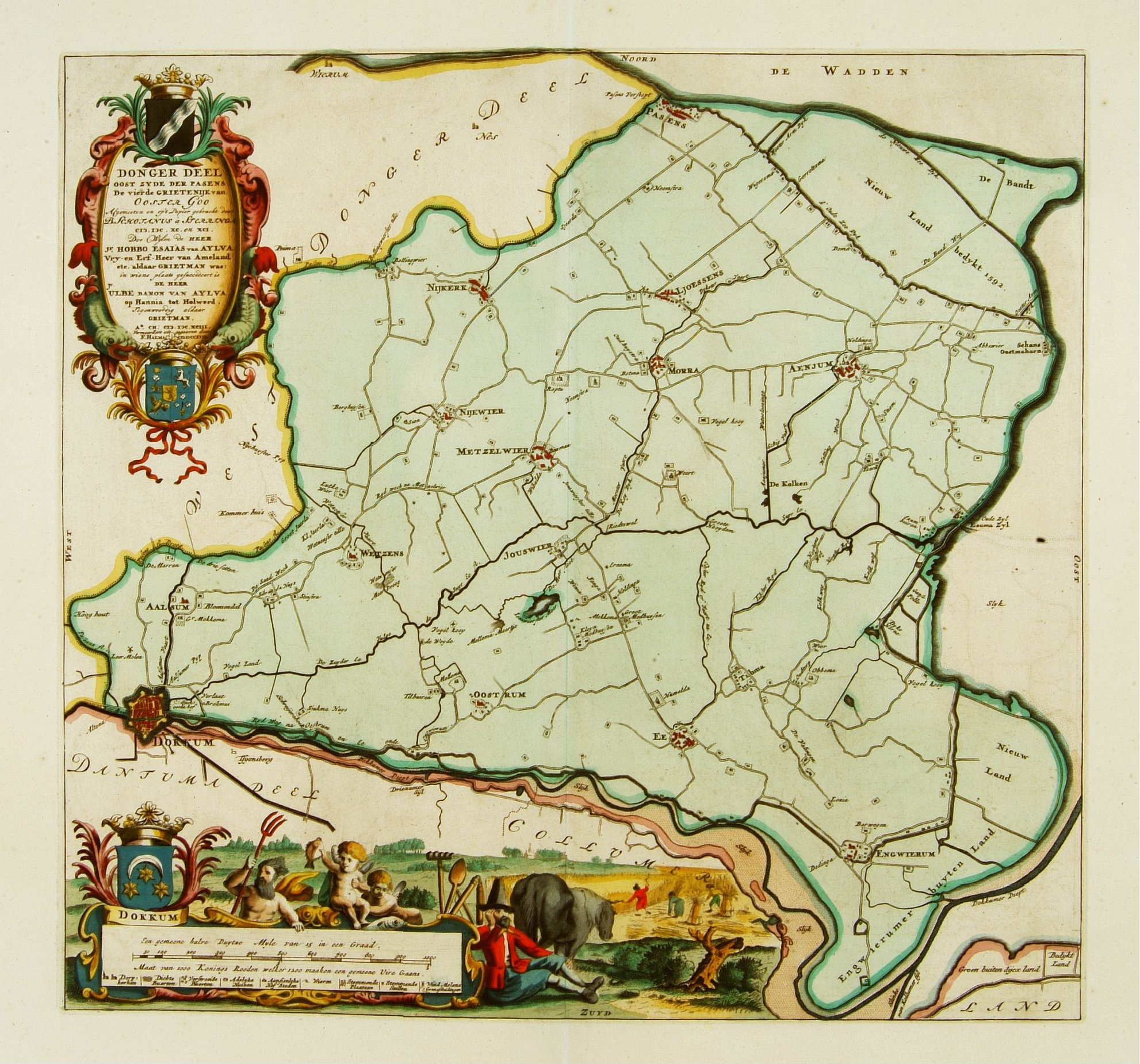
Kaart van Oostdongeradeel uit 1718

Volgens de site Nederlandse Gemeentewapens symboliseert de balk waarschijnlijk de Donge. Dit zou vergelijkbaar zijn met het wapen van Westdongeradeel. In de voormalige gemeente Oostdongeradeel stroomt echter uitsluitend de Zuider Ee tussen Dokkum en Ezumazijl, die wel als zodanig genoemd wordt in het wapen van Dongeradeel. De herkomst van de namen Oost- en Westdongeradeel wordt door T. Hoekema echter anders verklaard, namelijk als verbastering van Dokkum, dat in de Middeleeuwen Dokkinge werd genoemd.
Een kaart uit 1718 (hiernaast afgebeeld) toont het wapen van de toenmalige grietenij Oostdongeradeel, met een gegolfde linkerschuinbalk van zilver op een zwart veld, dus sterk gelijkend op het gemeentewapen, maar in andere kleuren.

## Verwante wapens

Wapen van Westdongeradeel
Wapen van Dongeradeel
Het wapen van Polder van Oost- en Westdongeradeel
Het wapen van Zeedijken van Oostdongeradeel
Het wapen van Zeedijken van Westdongeradeel

Aengwirden
· Baarderadeel
· Barradeel
· Het Bildt
· Bolsward
· Boornsterhem
· Dokkum
· Dongeradeel
· Doniawerstal
· Ferwerderadeel
· Franeker
· Franekeradeel
· Gaasterland
· Gaasterland-Sloten
· Haskerland
· Hemelumer Oldeferd
· Hennaarderadeel
· Hindeloopen
· Idaarderadeel
· IJlst
· Kollumerland en Nieuwkruisland
· Leeuwarderadeel 
· Lemsterland
· Littenseradeel
· Menaldumadeel
· Nijefurd
· Oostdongeradeel
· Rauwerderhem
· Schoterland
· Skarsterlân
· Sloten
· Sneek
· Stavoren
· Utingeradeel
· Westdongeradeel
· Wonseradeel
· Workum
· Wymbritseradeel